# Rita chrysea
Rita chrysea  (лат.) — вид пресноводных рыб семейства косатковых, обитающий в Индии.
Встречается в бассейне реки Маханади (штаты Орисса и Мадхья-Прадеш). Населяет реки и крупные ручьи. Нерестится в сезон муссонов.
Длина тела до 19,5 см. Является объектом коммерческого рыболовства..